# Berberidopsidales
Berberidopsidales je malý řád vyšších dvouděložných rostlin. Zahrnuje jen 4 druhy dřevin ve 2 čeledích, rostoucí v Chile a v Austrálii.

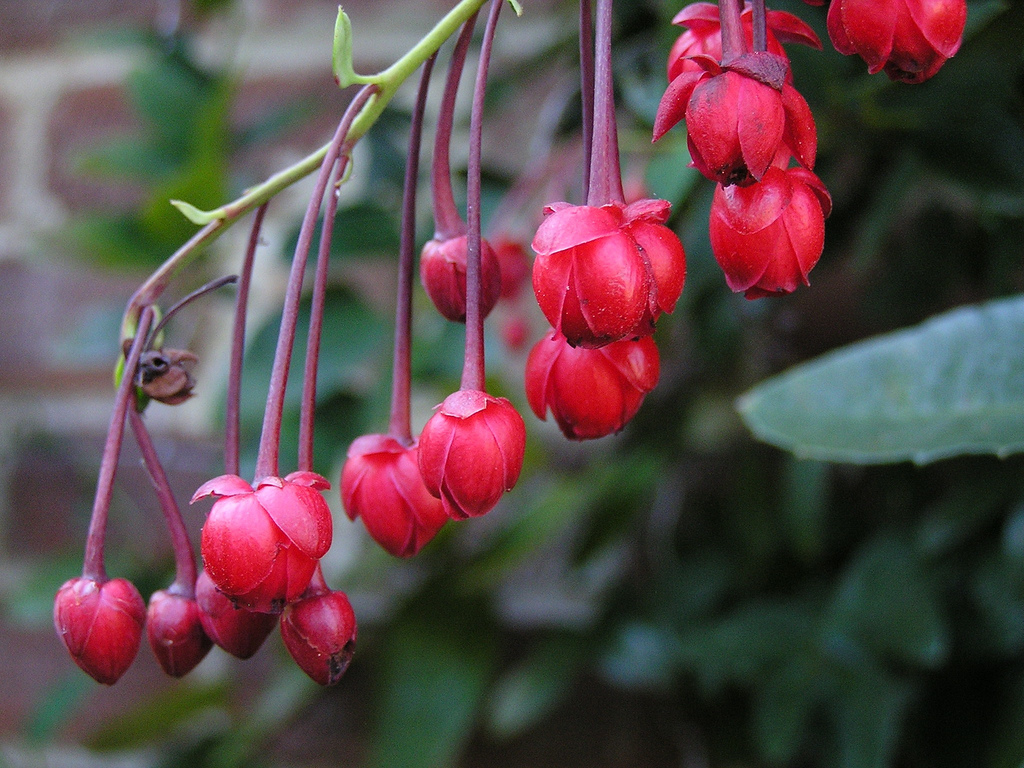
Berberidopsis corallina

## Charakteristika
Berberidopsidales jsou stromy a liány se střídavými jednoduchými listy bez palistů. Okvětí je nejčastěji z 10 nebo 12 lístků, rozlišené na kalich a korunu nebo postupně přecházející. Tyčinek je různý počet, semeník je svrchní, srostlý ze 2 nebo 3 plodolistů.

## Rozšíření
Řád zahrnuje jen 4 druhy ve 3 rodech a 2 čeledích. Rod Berberidopsis má dva druhy, ostatní jsou monotypické. Je zastoupen pouze v Chile a ve východní Austrálii.

## Taxonomie
Berberidopsidales je zcela nový řád, který se v systematice poprvé objevuje v systému APG III z roku 2009. Čeleď Aextoxicaceae byla v klasických systémech řazena do řádu jesencotvaré (Celastrales) nebo pryšcotvaré (Euphorbiales). Čeleď Berberidopsidaceae byla součástí řádu violkotvaré (Violales), případně byly její rody řazeny do čeledi Flacourtiaceae.

## Přehled čeledí
- Aextoxicaceae
- Berberidopsidaceae[3]